# Harry Tilman
Harry Tilman (1960 in Duisburg – 1994 in Düsseldorf) war ein deutscher Maler, der zu seiner Hauptschaffenszeit in Düsseldorf lebte und arbeitete. Er studierte von 1979 bis 1987 an der Kunstakademie Düsseldorf bei Gerhard Richter und wurde 1987 mit den Peter Mertes Stipendium des Bonner Kunstvereins ausgezeichnet.

## Leben und Werk
Harry Tilman studierte von 1979 bis 1987 an der Kunstakademie Düsseldorf und wurde dort 1987 zum Meisterschüler Gerhard Richters ernannt. In dieser Zeit befand er sich in engem Kontakt mit Studienkollegen der Malerei und Skulptur, wie Jürgen Drescher, Wilhelm Mundt, Thomas Schütte, Reinhard Niedermeier und Karl Böhmer sowie Künstlern der Düsseldorfer Photoschule. In diesem Zusammenhang wurde er unter anderem von Kommilitonen Thomas Ruff für seine bekannte Fotoreihe Portraits fotografiert.
In seiner Hauptschaffenszeit (1985–1994) setzte er sich tiefgehend mit Kunstströmungen des Minimalismus und der Konzeptkunst auseinander, was sich in seinen Arbeiten insbesondere in der Faszination für Oberflächen und Form, monochromer Farbintensität und Lichttiefe widerspiegelt.
Skulptur, Spiel mit Licht und Form, Fotografie und literarische Reflexion sowie intensive Material und Farbstudien legten die Grundlage für seine häufig großformatigen Werke. Dieser wissenschaftliche und intellektuelle Arbeitsprozess hebt seine Werke aus der rein privaten Sphäre des Kunstschaffens heraus und bettet sie in die öffentliche Diskussion und Kulturreflexion der 1980er Jahre ein.

## Ausstellungen
- 1985 „Langer Raum“, Fabrikgebäude Wehnerstraße 7, Mönchengladbach
- 1986 „Treibhaus 4“, Kunstmuseum Düsseldorf, Düsseldorf
- 1995 „Zwei und Zwanzig. Peter-Mertes-Stipendium 1985–95“, Bonner Kunstverein, Bonn